# Ayen
Ayen (okzitanisch: Aiént) ist eine französische Gemeinde mit 712 Einwohnern (Stand 1. Januar 2022) im Département Départements Corrèze in der Region Nouvelle-Aquitaine.

## Geografie
Ayen liegt zwischen den Nachbargemeinden Saint-Cyprien im Osten, Perpezac-le-Blanc im Süden und Saint-Robert im Westen, 19 Kilometer nordwestlich der Stadt Brive-la-Gaillarde und etwa 67 Kilometer südlich von Limoges an der D39 von Juillac nach Terrasson-Lavilledieu im Westen des Limousin. Das Flüsschen Elle fließt im Südwesten durch das Gemeindegebiet, der Roseix im Norden.

## Wappen
Blasonierung: In Rot ein blauer Balken mit drei goldenen Lilien (2;1 gestellt). Oben ein durchgehendes gemeines silbernes Kreuz und unten in Rot ein goldener Schrägbalken (Haus Noailles).

## Geschichte
Der Ortsname wurde als Aen und Aent im Jahre 1025 erstmals urkundlich erwähnt und hat die gleiche Herkunft wie Agen, Aginnum. Ernest Nègre hält die Bedeutung für unbekannt und weist nur darauf hin, dass die Worte keltisch seien. Er geht davon aus, dass -inno eine Ortsnamensendung ist. Während Lacroix aginno- als gallischen Ortsnamen mit „Fels“ übersetzt. Um 850 ließ der damalige Vicomte von Limoges eine Motte auf dem Hügel von Ayen bauen. Die zum Sitz der Familie Bernhard wurde, die sich um das Jahr 1000 herum in Ayen umbenannte. Zur gleichen Zeit gehörte die Pfarrei von Ayen zum Kloster von Sauvignac.

### Bevölkerungsentwicklung
| Jahr                       | 1962 | 1968 | 1975 | 1982 | 1990 | 1999 | 2009 | 2017 |
| Einwohner                  | 761  | 733  | 654  | 704  | 682  | 623  | 708  | 714  |
| Quellen: Cassini und INSEE |      |      |      |      |      |      |      |      |

## Kultur und Sehenswürdigkeiten
Ayen ist mit einer Blume im Conseil national des villes et villages fleuris (Nationalrat der beblümten Städte und Dörfer) vertreten. Die „Blumen“ werden im Zuge eines regionalen Wettbewerbs verliehen, wobei maximal drei Blumen erreicht werden können.
Die Mauern der Pfarrkirche Sainte-Madeleine zeigen mehrere Nischen aus dem 14. Jahrhundert. Es sind sogenannte Enfeus, Gräber hochgestellter Persönlichkeiten. Diese Enfeus wurden im Jahre 1900 als Monuments historiques (historische Denkmale) eingestuft.
Die Reste der Motte auf dem Hügel wurden 1990 als Site Inscrit (Naturdenkmal) offiziell eingetragen.

## Museen
Der Ort verfügt über ein Verkehrs- und Heimatmuseum in dem mehr als 36 alte Berufe, Verkehrsmittel und Traditionen vorgestellt werden.

## Wirtschaft und Infrastruktur
Ayen ist eine station verte de vacances (grüner Urlaubsort). Station verte ist eine Bezeichnung, die Urlaubsorte erhalten können, die weniger als 10.000 Einwohner haben, ein ganzjähriges Freizeitangebot anbieten, ein Fremdenverkehrsbüro besitzen, über mindestens 200 Gästebetten verfügen, ausreichende Einkaufsmöglichkeiten im Ort haben und naturnah sind.
Haupterwerbszweige der Ayennois sind Weinbau, Obstbau und die Zucht von Hausrindern, Hausschafen und Hausschweinen. Es gibt eine Baumschule vor Ort.

## Persönlichkeit
- Henri Fabre (1876–1969), Journalist